# May Miller
May Miller (Washington, 26 gennaio 1899 – Washington, 8 febbraio 1995) è stata una poetessa, drammaturga e docente statunitense; la Miller, che era afroamericana, divenne nota come la drammaturga donna più pubblicata del Rinascimento di Harlem e durante la sua carriera di scrittrice pubblicò sette volumi di poesie.

## I primi anni
May Miller nacque a Washington da Kelly e Anna May Miller, una dei cinque figli dei Miller. Suo padre, Kelly Miller, era professore e fondatore del dipartimento di sociologia della Università Howard. La sua casa, situata nel campus della Howard University, era un luogo di ritrovo per intellettuali e artisti neri come W.E.B. DuBois, Booker T. Washington e Langston Hughes. La Miller si laureò alla Howard University nel 1920 e divenne drammaturga e poetessa. Vinse un premio per le sue opere Within the Shadow (1920) e The Bog Guide (1925). La sua opera teatrale, che si classificò terza al concorso della rivista Opportunity, letta principalmente da afroamericani, le valse un posto di rilievo nella scena culturale nera e nel Rinascimento di Harlem. Negli anni '30 scrisse opere teatrali di carattere storico e insegnò inglese in una scuola superiore di Baltimora per 20 anni. La Miller fu un membro attivo del S Street Salon, organizzato da Georgia Douglas Johnson. Il S Street Salon era la casa della Johnson al 1461 di S Street NW, a Washington e per 40 anni, ogni sabato, la Johnson vi organizzò un incontro per artisti e scrittori neri, noto anche come “Saturday Salon”.

## Carriera
Iniziò a scrivere poesie in tenera età, e con i primi guadagni si comprò un paio di orecchini. Frequentando la Dunbar High School, studiò con le scrittrici Mary P. Burrill e Angelina Weld Grimke. Nel 1916, all'età di 16 anni, iniziò a frequentare la Università Howard. Durante gli studi universitari sviluppò un interesse per la promozione e la recitazione di opere teatrali scritte da scrittori afroamericani. Si laureò nel 1920 e in seguito vinse un premio per la sua opera teatrale Within the Shadows.
L'ingresso di May Miller nella scena culturale del Rinascimento di Harlem iniziò con la pubblicazione della sua opera teatrale The Bog Guide nel 1925. Il suo lavoro si aggiudicò il terzo posto nella categoria recitazione per il Concorso del Premio Letterario della rivista Opportunity nel 1925. Attraverso i suoi scritti la Miller cercò di ritrarre i neri con un livello di dignità e rispetto che era del tutto assente nella drammaturgia. Ispirata dal lavoro dei Chicago Imagists e di Archibald MacLeish; negli anni '40 Miller si dedicò alla poesia.
Incoraggiò la scrittrice Zora Neale Hurston a frequentare la Università Howard, invece della Università Morgan. Si laureò in poesia e teatro alla American University e alla Columbia University e in seguito insegnò inglese e dizione per vent'anni alla Frederick Douglass High School, a Baltimora, nel Maryland. Era motivata a raccontare ai bambini della sua classe le storie e degli eroi neri e scrisse molto a questo proposito. Ha anche tenuto conferenze al Monmouth College, all'Università del Wisconsin-Milwaukee e alla Phillips Exeter Academy. Tra le sue opere teatrali figurano drammi storici su Sojourner Truth e Harriet Tubman, oltre a opere femministe, folk e di genere raffinato.
Negli anni '70 ha letto pubblicamente le sue poesie in occasione di diverse celebrazioni di grande rilievo, tra le quali l'insediamento del presidente Jimmy Carter nel 1977.

## Opere selezionate
Poesia
- Into the Clearing. Washington: Charioteer Press, 1959.
- Poems. Thetford: Cricket Press, 1962.
- Lyrics of Three Women. Con Katie L. Lyle e Maude Rubin. Baltimora: Linden Press, 1964.
- Not That Far. San Luis Obispo: Solo Press, 1973. ISBN 978-0-941490-12-2.
- The Clearing and Beyond. Washington: Charioteer Press, 1974. ISBN 0910350086.
- Dust of Uncertain Journey. Detroit: Lotus Press, 1975. ISBN 9780916418052.
- Halfway to the Sun. Washington: Washington Writers Publishing House,[17] 1981. ISBN 093184617X.
- The Ransomed Wait. Detroit: Lotus Press, 1983. ISBN 978-0-916418-40-3.
- Collected Poems. Detroit: Lotus Press, 1989. ISBN 978-0-916418-70-0.

Teatro
- The Bog Guide. Alexandria, Virginia: Alexander Street Press, 2003. (Lavoro originale pubblicato nel 1925.)
- Scratches. Alexandria: Alexander Street Press, 2003. (Lavoro originale pubblicato nel 1929.)
- Stragglers in the Dust. Alexandria: Alexander Street Press, 2001. (Lavoro originale pubblicato nel 1930.)
- Nails and Thorns. Alexandria: Alexander Street Press, 2001. (Lavoro originale pubblicato nel 1933.)